# 沈士茂
沈士茂（？—？），原名沈之民，字彦朗，號垣斋，浙江湖州府乌程县人，明朝政治人物。

## 生平
万历三十一年（1603年）癸卯科浙江乡试举人，三十二年（1604年），登甲辰科进士，吏部觀政，三十四年授中書舍人，四十年廣西主考，四十二年考選，四十八年授南刑科给事中。

## 家族
曾祖沈鑑，知县，封奉直大夫刑部员外郎。祖沈应龙，刑部右侍郎。父沈元壮，號華松，官知州。